# Kolaghat
Kolaghat is een census town in het district Purba Medinipur van de Indiase staat West-Bengalen.

## Demografie
Volgens de Indiase volkstelling van 2001 wonen er 23.707 mensen in Kolaghat, waarvan 51% mannelijk en 49% vrouwelijk is. De plaats heeft een alfabetiseringsgraad van 71%.